# Xã Emardville, Quận Red Lake, Minnesota
Xã Emardville (tiếng Anh: Emardville Township) là một xã thuộc quận Red Lake, tiểu bang Minnesota, Hoa Kỳ. Năm 2010, dân số của xã này là 195 người.